# Laprak
Laprak (nep. लाप्राक) – gaun wikas samiti w zachodniej części Nepalu w strefie Gandaki w dystrykcie Gorkha. Według nepalskiego spisu powszechnego z 2001 roku liczył on 1297 gospodarstw domowych i 5933 mieszkańców (3141 kobiet i 2792 mężczyzn).